# Ben-Hur (serie)
Ben-Hur es una serie de televisión de 2010; Adaptación televisiva de la legendaria y colosal novela clásica de Lew Wallace y a la vez nueva versión de la popular y exitosa película Ben-Hur protagonizada por Charlton Heston en 1959. La serie fue dirigida por Steve Shill, producida por Roger Corbi y Simon Vaughan y protagonizada por Joseph Morgan como Judah Ben-Hur y Stephen Campbell Moore como Messala en los papeles principales.

## Sinopsis
Narra la historia de dos amigos que se convierten en enemigos encarnizados y los acontecimientos históricos de la época a través de los ojos de Judá Ben-Hur, nacido hijo de un rico comerciante judío que está destinado a vivir varias vidas: un poderoso hombre de negocios, un esclavo obediente, un gladiador feroz, un noble romano, y finalmente... un héroe conquistador.

## Argumento
Judah Ben-Hur (Joseph Morgan) y Octavio Messala (Stephen Campbell Moore) son dos grandes amigos de la infancia que crecen como hermanos en el Jerusalén ocupado por el Imperio Romano. Messala es apartado de la familia Hur, cuando su padre Marcelo Agrippa (James Faulkner), un senador romano al que nunca conoció, le reclama en Roma. Años más tarde, regresa Messala como comandante romano y vuelve al mando de una guarnición presionando para informar sobre la revuelta judía. Ben Hur se ha convertido en un próspero y rico comerciante judío en Jerusalén y está comprometido con Esther (Emily VanCamp), la hija de su fiel esclavo, Simónides. Durante la visita de Poncio Pilatos (Hugh Bonneville), gobernador de la Provincia de Judea a Jerusalén una baldosa cae sobre él y se produce un motín de la que los romanos culpan a la familia Hur. Messala es degradado y Ben Hur es sentenciado a perpetuidad a remar en las galeras y su madre Ruth (Alex Kingston) y su hermana Tirzah (Kristin Kreuk) son condenadas a prisión y luego Ben Hur se encuentra con Jesucristo en su camino hacia la esclavitud. Durante los tres años que pasa como esclavo en galeras, su sed de venganza crece a diario donde después de una batalla naval rescata al almirante romano Quinto Arrius (Ray Winstone) este lo adopta como su hijo y lo nombra Sexto Arrius, así vuelve para buscar a su madre y hermana y vengarse de Messala.

## Elenco
- Joseph Morgan como Judah Ben-Hur / Sexto Arrius, Rico comerciante de Jerusalén.
- Stephen Campbell Moore como Octavio Messala, Oficial Romano.
- Emily VanCamp como Esther, Prometida de Ben Hur.
- Kristin Kreuk como Tirzah, Hermana de Ben Hur.
- Simón Andreu como Simónides, Padre de Esther.
- Hugh Bonneville como Poncio Pilatos, gobernador de Judea.
- James Faulkner como Marcelo Agrippa, Padre de Messala.
- Alex Kingston como Ruth, Madre de Ben Hur.
- Art Malik como Sheik Ilderim, Rico Beduino.
- Marc Warren como David Ben Levi, Supervisor de Ben Hur.
- Lucía Jiménez como Atenea, Cortesana griega.
- Miguel Ángel Muñoz como Antegua, Esclavo de Galera.
- Ray Winstone como Quinto Arrius, Almirante Romano.
- Ben Cross como El Emperador Tiberio.
- Kris Holden-Ried como Gaius Antonio, Oficial Romano.
- Michael Nardone como Hortator, Maestro de esclavos de Galera.
- Julian Casey como Jesús.
- Eugene Simon como Ben Hur Joven.
- Toby Marlow como Messala Joven.
- Daniella Ereny como Tirzah Joven.
- Ricky Simmonds como Conspirador #1.
- Leo Faulkner como Conspirador #2.
- Guy Faulkner como Conspirador #3.

## Premios
- Premio Gemini a los Mejores Efectos Visuales